# Blue Summit
Blue Summit es un lugar designado por el censo ubicado en el condado de Jackson en el estado estadounidense de Misuri. En el Censo de 2020 tenía una población de 658  habitantes y una densidad poblacional de 522,22 habitantes por km². Fue incluido como CDP en el censo de 2020. 

## Geografía
Blue Summit se encuentra ubicado en las coordenadas 39°05′13″N 94°28′51″O / 39.08694, -94.48083.Según la Oficina del Censo de los Estados Unidos,  tiene una superficie total de 1,26 km², todos correspondientes a tierra firme.